# Vyhlídka

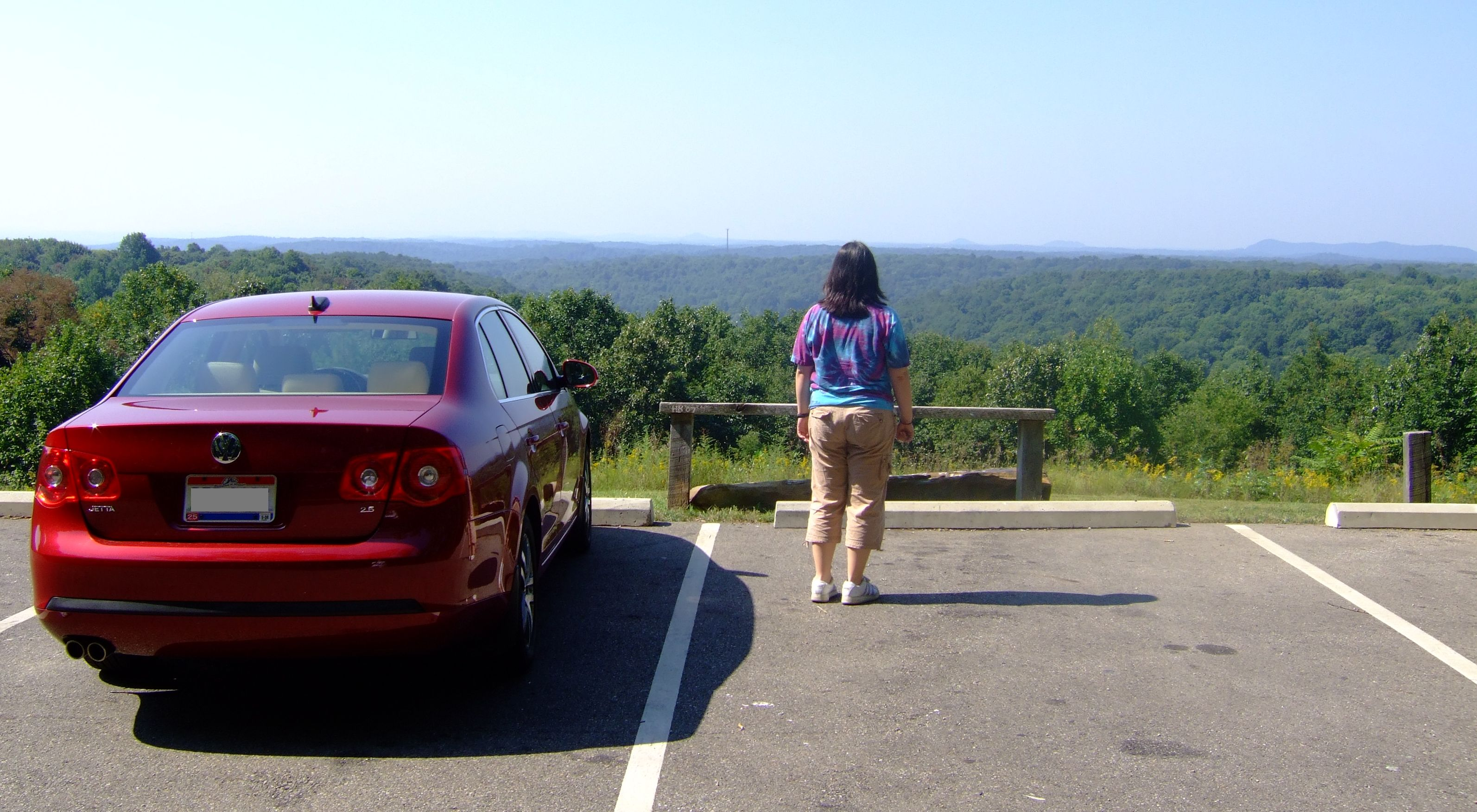
Přírodní vyhlídka v Scioto Trail State Parku poblíž Chillicothe ve státě Ohio

Vyhlídka je rozhledové místo, z něhož je panoramatický, rozsahem velký nebo jinak zajímavý či pěkný výhled (rozhled) do okolní krajiny. Často je tak pojmenováno v mapách nebo na směrových tabulích a turistických rozcestnících místo s vyhlídkovou plošinou, rozhlednou nebo věží, ale také v horách, na kopcích i jiných objektech. Vyhlídka nemusí být také stavebně nijak upravena.
- Vyhlídka (Šumava) (1068 m), kopec na území obce Borová Lada
  - Vyhlídka (rozhledna), bývalá rozhledna na kopci Vyhlídka na území obce Borová Lada
- Vyhlídka (Lužické hory)

Příklady vyhlídek:
- Ambrožova vyhlídka
- Bezručova vyhlídka
- Dívčí kámen (vyhlídka)
- Dušanova vyhlídka
- Erbenova vyhlídka
- Janova vyhlídka
- Koňský spád
- Královka
- Liptická vyhlídka
- Mariánská vyhlídka
- Mariina vyhlídka
- Masarykova vyhlídka v Třebíči
- Ministerská vyhlídka
- Panská vyhlídka (hrad)
- Růžová vyhlídka
- Smetanova vyhlídka u Třebsína
- Sokolova vyhlídka
- Šmídova vyhlídka
- Vyhlídka Belvedér
- Vyhlídka Karla IV. (rozhledna)
- Vyhlídka Máj
- Vyhlídka na Kapelu
- Vyhlídka s vinicí (Strahovský klášter)
- Vyhlídka U Lvíčka
- Vyhlídky nad Libverdou
- Zámecká vyhlídka
- vyhlídky na Kamenického stezce
- Juliina vyhlídka ve Vranovských skalách
- Raisova vyhlídka (Český ráj)
- Vyhlídka na Bezděz